# Pierre Sisley
Pour les articles homonymes, voir Sisley.
Pierre Sisley, né le 19 juin 1867 dans le 17e arrondissement de Paris et mort le 21 juin 1929 à Levallois-Perret, est un dessinateur industriel, fils du peintre britannique né en France Alfred Sisley.

## Biographie
Pierre Sisley, né le 19 juin 1867 à Paris, au n° 27 de la Cité des Fleurs, aux Batignolles, un an et demi avant la naissance de sa sœur Jeanne Sisley, est le fils d'Alfred Sisley et de sa compagne Marie-Louise Adélaïde-Eugénie Lescouezec,.
Son père, un des fondateurs de l'impressionnisme, né à Paris, a centré son œuvre sur les paysages français de Paris, Louveciennes, Marly-le-Roi, Sèvres et Moret-sur-Loing. Le 30 mai 1888, il tente d'obtenir la nationalité française, en vain.
Vers 1875, Renoir peint le portrait de Pierre Sisley, que son père conserve jusqu'à sa mort avant de passer dans la collection de Jeanne Sisley.
À sa majorité (en 1888), Pierre s'engage dans l'armée et rejoint un régiment de Bourges où il devint sous-officier et obtient la nationalité française.
En 1897, Alfred Sisley et sa compagne se rendent au Royaume-Uni pour légitimer leurs enfants, ce qu'ils font le 3 août au consulat de France de Cardiff avant de se marier à l'hôtel de ville le 5 août. De retour à Moret-sur-Loing, en novembre 1897, il tente à nouveau de se faire naturaliser français, mais ses démarches n'aboutissent pas en raison de la perte de certains documents officiels. Il écrit le 13 janvier 1899 : « Je suis rompu par la douleur… Je n’ai plus l’énergie de combattre… ». Il fait appeler Claude Monet, lui recommande ses enfants et lui dit adieu. Il meurt le 29 janvier 1899 dans sa maison à Moret-sur-Loing sans avoir pu acquérir officiellement la nationalité française.
Claude Monet avec Pierre Sisley trouve 27 toiles et 6 pastels invendus dans la maison qu'habitait son père Alfred Sisley à Moret.  
Le 1er mai 1899, à l'initiative de Monet, une vente de toiles de Sisley et d'autres artistes au profit de ses enfants Jeanne et Pierre est réalisée à la galerie Georges Petit. La vente des tableaux de Sisley atteint plus de 100 000 francs, et celle des autres peintres dont Degas, Monet, Pissarro et Renoir atteint plus de 40 000 francs,. Pierre Sisley souhaitait se marier à Germaine Hoschedé, belle-fille de Claude Monet. Mais ce dernier s'y serait opposé en raison de sa profession

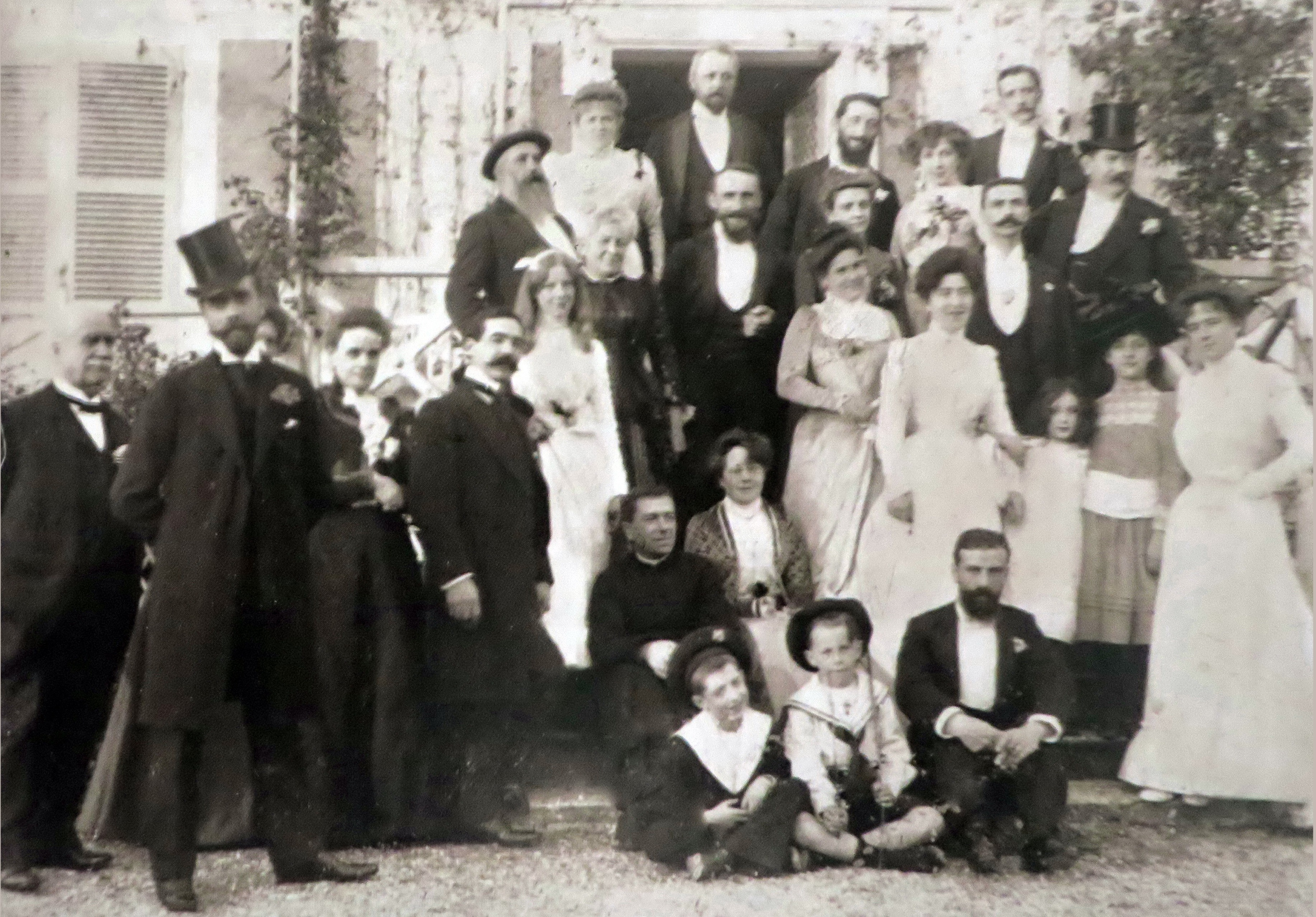
La famille Monet-Hoschedé fête le mariage de Marthe Hoschedé et de Théodore Butler. Pierre Sisley est assis par terre à droite ; sa sœur Jeanne Sisley est debout derrière lui ; Monet est sur les marches à gauche. Paul Durand-Ruel est à l'extrême-gauche. Giverny, 31 octobre 1900.

En 1908, lors du mariage de Jeanne avec un joaillier parisien, Louis Georges Fernand Dietsh, Pierre Sisley est un des témoins. Sur l'acte de mariage, il est indiqué qu'il est « dessinateur à Paris rue des Belles Feuilles ».
Pierre Sisley est présent au nom de la famille Sisley le 15 juillet 1911 à l'inauguration du monument à Alfred Sisley à Moret et remercie tous ceux qui ont participé à l'érection du monument.
Jeanne meurt le 4 février 1919, à l'âge de 50 ans, à Paris, à son domicile au 26 rue Vivienne. Elle est suivie dans la mort par son époux le 17 février 1919. Quatre mois après la mort de Jeanne Sisley et de son époux, des œuvres d'Alfred Sisley et d'elle-même sont vendues aux enchères à l'Hôtel Drouot le 3 juin 1919. Le lot 4, Le pont de Moret, effet d'orage d'Alfred Sisley sera vendu en 1940 et envoyé en Allemagne. Il se trouve au musée d'Art moderne André-Malraux du Havre (Musées nationaux récupération). Le lot 9, La maison rose, une autre toile de son père, est vendue chez Christie's à Londres le 24 juin 2015, Impressionist and modern day sale, lot 334.
En 1923, Pierre Sisley, héritier de son père le peintre Alfred Sisley mandate la société de perception du droit d'auteur aux artistes de se porter partie civile pour un soupçon de falsification d'une toile signée Sisley représentant Les bords du Loing, mise en vente au printemps de 1914 à l'hôtel Drouot par un vendeur indélicat, qui pour mettre fin à la procédure, rembourse l'acheteur et remet à la société de perception du droit d'auteur aux artistes le faux Sisley, détruit en présence du juge d'instruction.
Pierre est mort le 21 juin 1929 à Levallois-Perret, à son domicile, 17 rue Poccard.
Après la mort de Pierre Sisley, l'affaire de la succession Sisley, jugée le 5 février 1937 par la première chambre du tribunal de la Seine est débattue après que Lucie Leudet (d)  et Suzanne Leudet (d) , deux nièces d'Alfred Sisley l'aient revendiqué contre Turquin, administrateur judiciaire de la succession Pierre Sisley et la Société du droit d'auteur aux artistes. Alfred Sisley mort en 1899 laisse en effet un fils Pierre, et une fille Jeanne, décédés sans postérité. Les nièces Sisley revendiquent le droit de suite exercé par Pierre Sisley jusqu'à sa mort, comme un droit issu du peintre Sisley, sans revendiquer la succession de Pierre. Le tribunal de la Seine les déboute décrétant qu'on ne peut se prévaloir du droit de suite sans accepter la succession. Un des éléments prononcés au cours du procès tient à la nationalité d'Alfred Sisley, le tribunal fait valoir « qu'il était Français par application de l'art. 8 C. civ ., reproduisant la loi du 26 juin 1889, et d'après laquelle est Français tout individu né en France d'un étranger et qui à l'époque de sa majorité est domicilié en France, à moins qu'il n'ait fait des déclarations et fourni des justifications contraires ».